# Тоа-Баха (Пуерто-Рико)
Тоа-Баха (ісп. Toa Baja, МФА: [ˈto.a ˈβaxa]) — муніципалітет Пуерто-Рико, острівної території у складі США. Заснований 1745 року.

## Географія
Тоа-Баха розташований у північній частині острову Пуерто-Рико. 
Площа суходолу муніципалітету складає 62 км² (68-е місце за цим показником серед 78 муніципалітетів Пуерто-Рико).

## Демографія
Станом на 2010 рік на території муніципалітету мешкало 89 609 ос.
Динаміка чисельності населення:

## Населені пункти
Найбільші населені пункти муніципалітету Тоа-Баха:
| Населений пункт   | Статус | Населення :   | Населення :   | Населення :   |
| Населений пункт   | Статус | на 01.04.1990 | на 01.04.2000 | на 01.04.2010 |
| ----------------- | ------ | ------------- | ------------- | ------------- |
| Кампанілья        | Селище | 6 681         | 7 757         | 6 868         |
| Канделар'я        | Селище | 16 603        | 17 300        | 16 760        |
| Канделар'я-Аренас | Селище | 5 712         | 5 854         | 4 818         |
| Інхеньйо          | Селище | 5 111         | 5 664         | 5 354         |
| Левіттаун         | Селище | 30 807        | 30 140        | 26 960        |
| Сабана-Сека       | Селище | 6 755         | 6 247         | 9 705         |
| Сан-Хосе          | Селище | 3 076         | 3 278         | 2 900         |
| Тоа-Баха          | Місто  | 1 960         | 1 841         | 1 513         |